# Dinarmus lamtoensis
Dinarmus lamtoensis is een vliesvleugelig insect uit de familie Pteromalidae. De wetenschappelijke naam is voor het eerst geldig gepubliceerd in 1989 door Rasplus.